# ماریو اینچاوستی
ماریو اینچاوستی (انگلیسی: Mario Inchausti; ۳ ژوئن ۱۹۱۵ – ۲ مهٔ ۲۰۰۶) بازیکن فوتبال اهل کوبا بود. او در سن ۱۰ سالگی به اسپانیا مهاجرت کرد و برای رئال ساراگوسا، رئال بتیس و رئال مادرید بازی کرد، در سال ۱۹۴۲ به دلیل مصدومیت بازنشسته شد.